# Jiří II. Drašković
Jiří II. Drašković z Trakošćanu, též jako Juraj II. Drašković von/de Trakošćan apod. (chorvatsky: Juraj II. Drašković Trakošćanski, maďarsky Draskovich II. György, 5. února 1525, Bilina poblíž Kninu, Chorvatské království – 31. ledna 1587, Vídeň) byl chorvatský šlechtic a církevní hodnostář - biskup a kardinál v 16. století. Zastával také úřad chorvatského bána. Byl synovcem kardinála Giorgia Martinuzziho (chorv.: Juraj Utješinović Martinušević), OSPPE (1551).

## Život a činnost

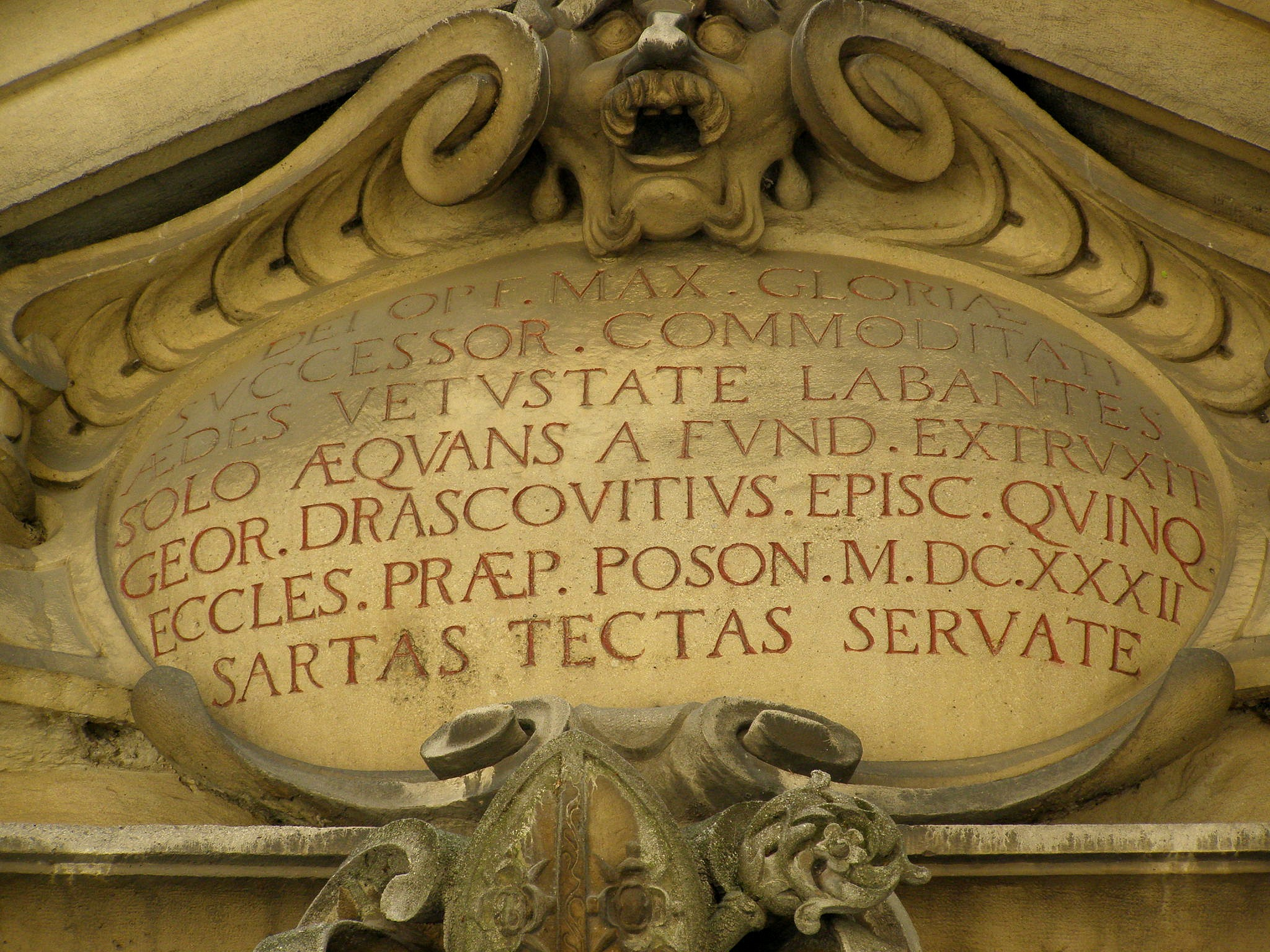
Reliéf se jménem kardinála Draškoviće na Proboštském paláci v Bratislavě.

Jiří Drašković se narodil jako jeden ze tří synů Bartola Draškoviće (asi 1500–1538) a jeho manželky Anny rozené Utješinovićové. Narodil se na rodovém zámku v Bilině, západně od Kninu, stejně jako jeho bratři vojenský velitel Jan I. a Kašpar. Matka Anna byla sestrou kardinála a diplomata Juraje Utješinoviće Martinuševiće, známého jako kardinál Jiří Martinuzzi.
Jiří studoval v Krakově, Vídni, Boloni a Římě. Jeho studia financoval jeho strýc kardinál.
Později byl kanovníkem ve Velkém Varadíně, proboštem v Bratislavě, apoštolským protonotářem a královským radním. Drašković byl důvěrníkem a zpovědníkem císaře Ferdinanda I. Ten jej v roce 1558 jmenoval biskupem v Pětikostelí a v roce 1559 vyslal na císařský dvůr v Augsburgu.
Jiří Drašković se účastnil Tridentského koncilu konaného v letech 1562–1563 coby vyslanec Ferdinanda I. V roce 1564 byl přeložen do záhřebské diecéze a současně s tím pověřen výkonem funkce bána Chorvatska, Dalmácie a Slavonska. Po čtrnácti letech, roku 1578 byl přeložen do rábské diecéze a byl jmenován velkým kancléřem a místodržitelem Uherska. Nakonec byl v roce 1582 povýšen do arcidiecéze kaločsko-bačské.
18. prosince 1585 jej papež Sixtus V. během konzistoře jmenoval kardinálem, titul však nikdy nepřevzal.

## Rodina
Jiří byl strýcem chorvatského bána Jana (Ivana) II. Draškoviće z Trakošćanu (maď II. Draskovits János), ženatého s Evou, dcerou Mikuláše Istvánffyho (1538–1615), historika a uherského místopalatina.